# Lư Gia Tích
Lư Gia Tích (tiếng Trung: 卢嘉锡; Bạch thoại tự: Lô͘ Ka-sek; 26 tháng 10 năm 1915 - 4 tháng 6 năm 2001), là một nhà hóa học và nhà giáo dục vật lý người Trung Quốc, người được coi là người sáng lập kỷ luật ở Trung Quốc. Ông là Chủ tịch của Viện Hàn lâm Khoa học Trung Quốc, Giám đốc Viện Nghiên cứu Phúc Kiến về Cơ cấu Vật chất (FJIRSM), và Phó Chủ tịch Đại học Phúc Châu, cũng như các vị trí chính trị cao cấp bao gồm Chủ tịch Đảng dân chủ nông công Trung Quốc, Phó Chủ tịch Ủy ban Toàn quốc Hội nghị Hiệp thương Chính trị Nhân dân Trung Quốc (CPPCC), và Phó Ủy viên trưởng Ủy ban Thường vụ Đại hội Đại biểu Nhân dân Toàn quốc.

## Tiểu sử

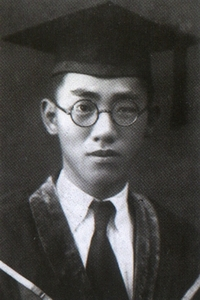
Lư Gia Tích năm 1934, tốt nghiệp Đại học Hạ Môn

Vào ngày 26 tháng 10 năm 1915, Lư Gia Tích sinh ra trong một gia đình học thuật ở Hạ Môn, Phúc Kiến, Trung Quốc. Một thần đồng, cậu học xong tiểu học trong một năm, trước khi dành một năm rưỡi ở trường trung học cơ sở. Trước khi bước sang tuổi 13, ông đã vượt qua kỳ thi tuyển sinh vào một lớp chuẩn bị cho Đại học Hạ Môn. Ông đã nhận được học bổng Trần Gia Canh trong bốn năm và tốt nghiệp Đại học Hạ Môn năm 1934 với bằng về hóa học. Sau đó ông dạy tại trường đại học trong ba năm.
Năm 1937, ông đã vượt qua kỳ thi cạnh tranh và nhận được học bổng sau đại học quốc gia để theo học tại Đại học College London, nơi ông theo học Samuel Sugden và lấy bằng tiến sĩ ở tuổi 24. Với sự giới thiệu của Sugden, ông được nhận vào Viện Công nghệ California năm 1939, và nghiên cứu hóa học cấu trúc theo Linus Pauling, người đoạt giải Nobel trong tương lai. Năm 1944, ông làm việc tại Phòng thí nghiệm Nghiên cứu Maryland của Ủy ban Nghiên cứu Quốc phòng Hoa Kỳ (NDRC). Nghiên cứu của ông trong lĩnh vực cháy và nổ đã giúp ông giành được giải thưởng R&D từ NDRC.
Sau khi kết thúc chiến tranh thế giới thứ II, ông đã từ chối nhiều cơ hội việc làm tại Hoa Kỳ, và trở về Trung Quốc bị chiến tranh tàn phá vào mùa đông năm 1945. Ông được bổ nhiệm làm giáo sư và trưởng khoa Hóa học tại Đại học Hạ Môn.
Từ năm 1960 đến 1981, Lu là giám đốc Viện Nghiên cứu Phúc Kiến về Cơ cấu Vật chất (FJIRSM), và phó chủ tịch của Đại học Phúc Châu. Ông là Chủ tịch của Viện Khoa học Trung Quốc (CAS) từ năm 1981 đến năm 1988, và là cố vấn đặc biệt cho CAS sau đó. Ông cũng là Phó Chủ tịch Viện Hàn lâm Khoa học Thế giới thứ ba. Các chức vụ chính trị của ông bao gồm Chủ tịch Đảng dân chủ nông công Trung Quốc (1988–1997), Phó Chủ tịch Ủy ban Toàn quốc Hội nghị Hiệp thương Chính trị Nhân dân Trung Quốc (1988–1993 và 1998–2003), và Phó Ủy viên trưởng Ủy ban Thường vụ Đại hội Đại biểu Nhân dân Toàn quốc (1993–1998).
Lư Gia Tích qua đời vào ngày 4 tháng 6 năm 2001. Ngày 6 tháng 4 năm 2002, một bức tượng đồng của ông được dựng lên trước Khoa Hóa học của Đại học Hạ Môn.

## Nghiên cứu và danh dự
Ông tập trung nghiên cứu về vật lý, cấu trúc, hạt nhân và vật liệu hóa học. Ông đã đề xuất một mô hình cấu trúc của trung tâm nitrogenase, một loại enzyme chủ chốt được sử dụng trong cố định nitơ sinh học và nghiên cứu mối quan hệ giữa cấu trúc hóa học và hiệu suất. Nghiên cứu của ông được quốc tế công nhận, và ông được bầu làm thành viên của Viện hàn lâm Khoa học và Nghệ thuật châu Âu và Viện Hoàng gia về Khoa học và Nghệ thuật của Bỉ. Đối với những đóng góp của ông cho hóa học cấu trúc, ông đã được trao giải thưởng thành tựu khoa học của Quỹ Hà Lương Hà Lợi. Năm 1998, tiểu hành tinh 3844 Lujiaxi được đặt theo tên của ông.